# Dias d'Ávila
Dias d'Ávila är en kommun i Brasilien.   Den ligger i delstaten Bahia, i den östra delen av landet, 1 100 km öster om huvudstaden Brasília. Antalet invånare är 66 373. Arean är 208 kvadratkilometer.
Terrängen i Dias d'Ávila är platt.
Runt Dias d'Ávila är det i huvudsak tätbebyggt. Runt Dias d'Ávila är det tätbefolkat, med 343 invånare per kvadratkilometer.